# Iballë
Iballë es una localidad albanesa del condado de Shkodër, constituida desde 2015 como una unidad administrativa del municipio de Fushë-Arrëz. En 2011, el territorio de la actual unidad administrativa tenía 1129 habitantes.
La unidad administrativa incluye los pueblos de Berishë e Sipërme, Berishë e Vogël, Berishë Vendi, Iballë, Levosh, Mërtur, Sapaç y Shopel.
Se ubica en una zona montañosa cerca del río Drin, unos 15 km al norte de la capital municipal Fushë-Arrëz.